# Ostrowąs (jezioro)

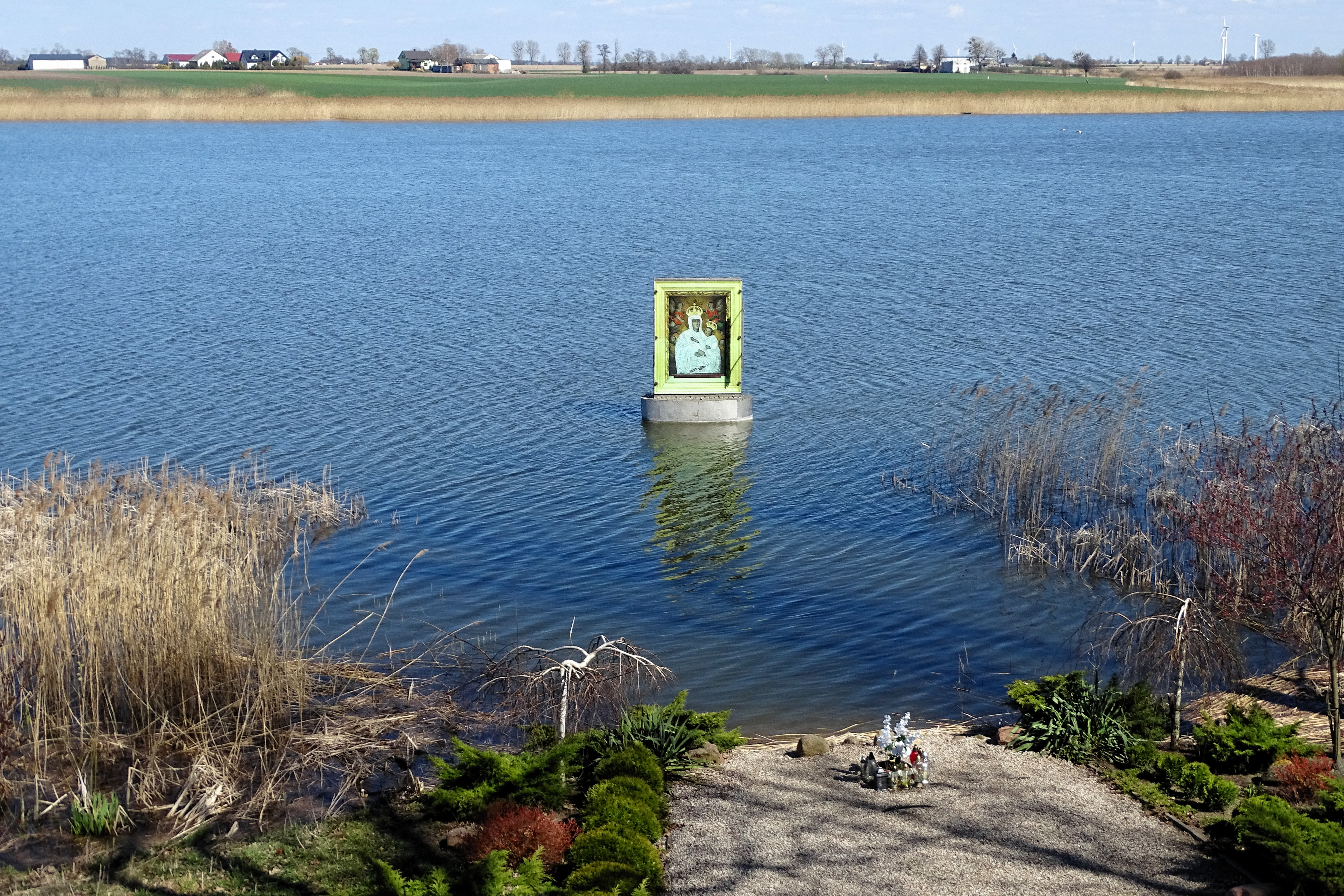
Kopia obrazu Matki Bożej z Dzieciątkiem z Ostrowąsa.

Ostrowąs – jezioro w woj. kujawsko-pomorskim, w powiecie aleksandrowskim, w gminie Aleksandrów Kujawski, leżące na terenie Równiny Inowrocławskiej.

## Dane morfometryczne
Powierzchnia zwierciadła wody wynosi 30,7 ha.
Zwierciadło wody położone jest na wysokości 85,9 m n.p.m.. Średnia głębokość jeziora wynosi 2,1 m, natomiast głębokość maksymalna 3,7 m.
Na podstawie badań przeprowadzonych w 2005 roku wody jeziora zaliczono do pozaklasowej klasy czystości i w kategorii podatności na degradację, oznaczone zostało jako poza kategorią.

## Hydronimia
Według urzędowego spisu opracowanego przez Komisję Nazw Miejscowości i Obiektów Fizjograficznych (KNMiOF) nazwa tego jeziora to Ostrowąs.